# 揚倉山健康運動公園
揚倉山健康運動公園（あげくらやま けんこううんどうこうえん）は、広島県安芸郡府中町にある総合運動施設。

## 概要
揚倉山中腹を削り開いて造成された2段構造の運動公園。
1995年に多目的広場2面、2000年に遊具施設・展望広場、2001年にテニスコート・休養施設が完成。
今後、テニスコートやジョギングコースなどが整備される予定。
多目的広場では野球などの他のスポーツもできるが、現在はサッカーやラグビーなどの球技場として使われていることが多い。1996年ひろしま国体ではサッカー成年男子一部、2003年全日本女子サッカー選手権の会場として使用された。中国サッカーリーグの試合会場の一つでもある。
夜景の名所でもある。近くに広島県立安芸府中高等学校がある。

## 住所
- 広島県安芸郡府中町山田五丁目5番1号

## 施設概要

### 南エリア（上段）
- 多目的広場
  - フィールド : 78m×155m 天然芝
  - 芝スタンド : 1000人
  - 照明 : 8基
- テニスコート
  - フィールド : 人工芝
- クラブハウス
- 休養施設
- 遊具施設
- 展望広場

### 北エリア（下段）
- 多目的広場
  - フィールド : 78m×125m　天然芝

## 施設画像

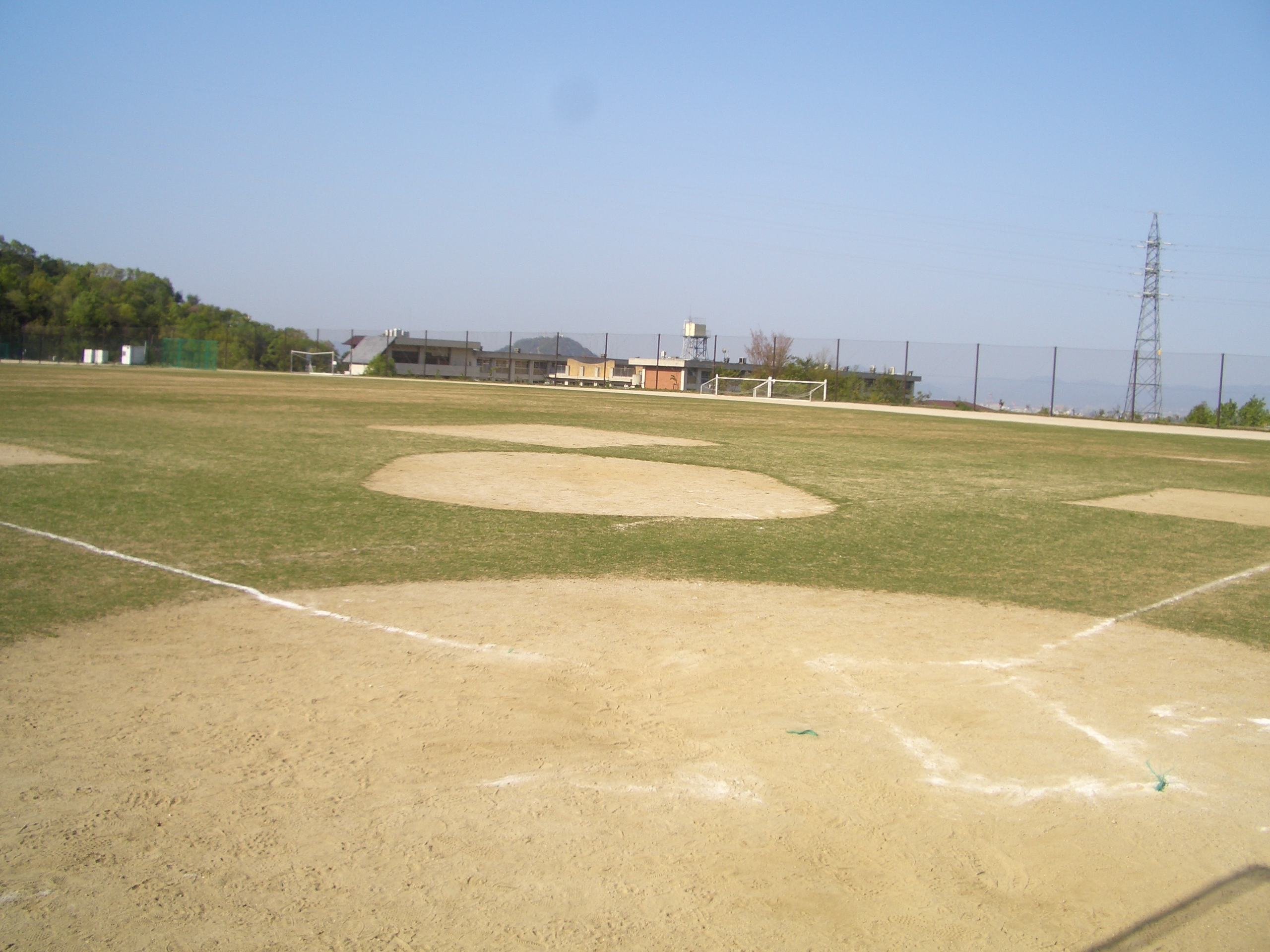
多目的広場（野球場）
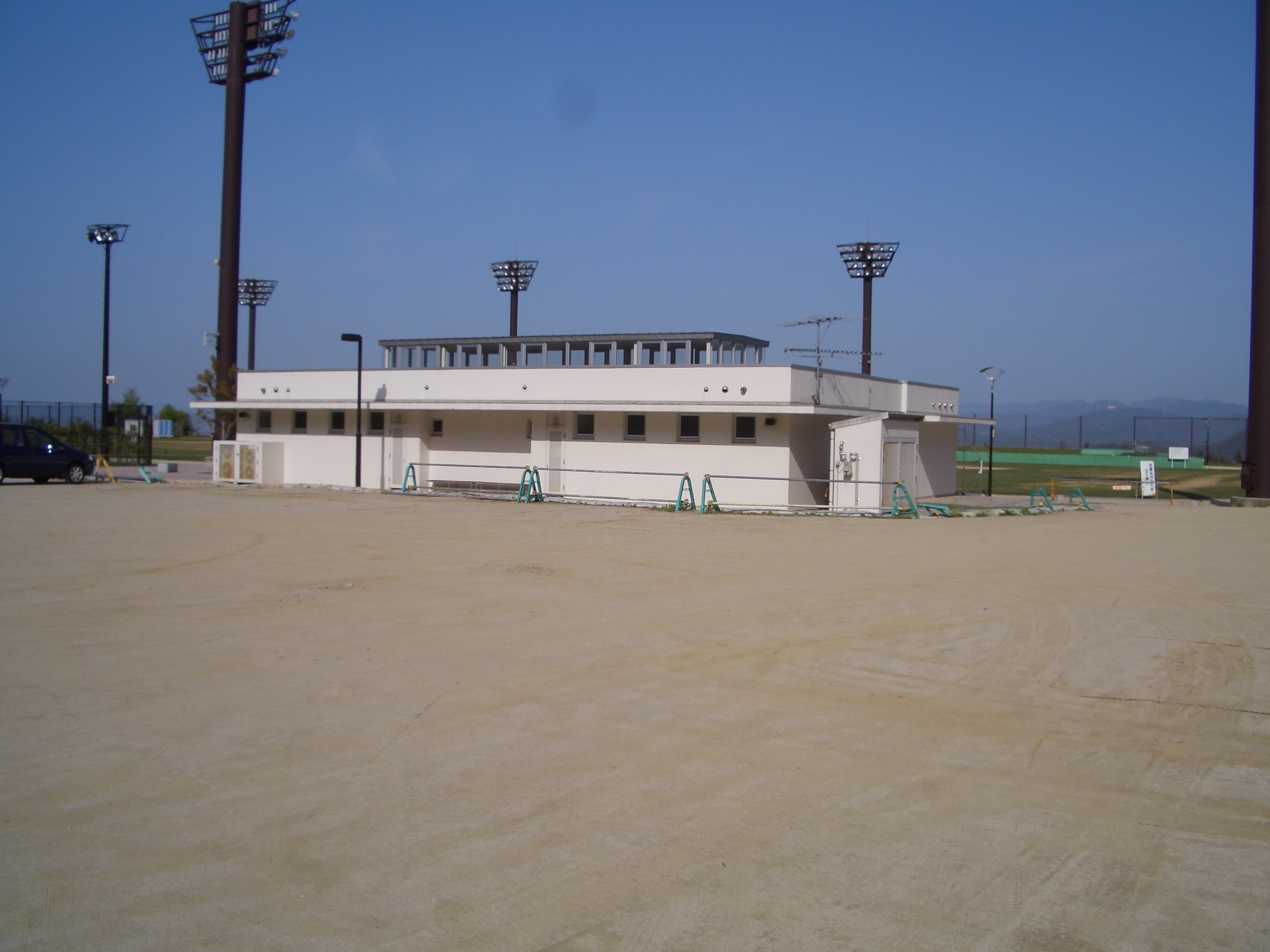
メインスタンド
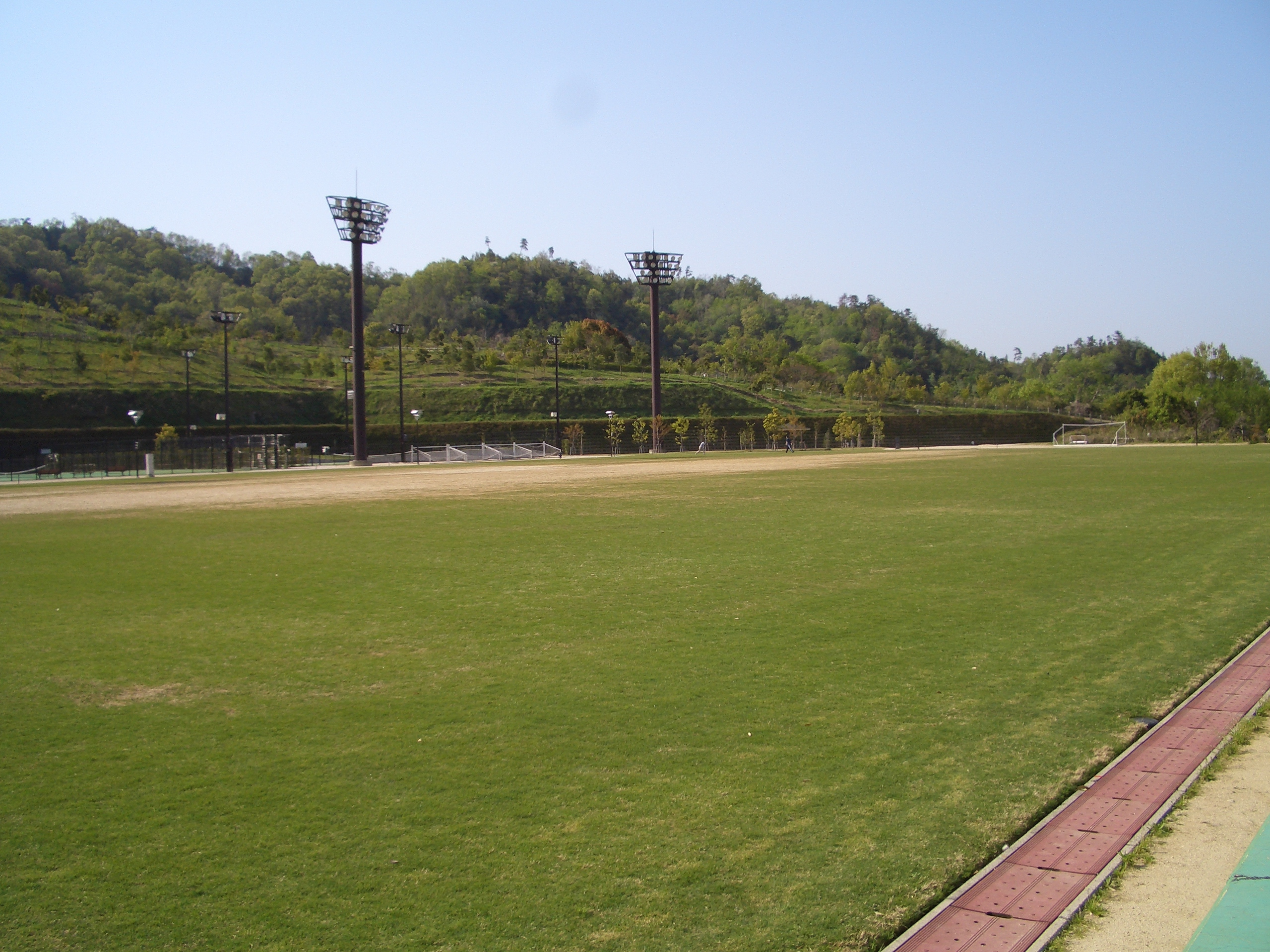
メイングラウンド
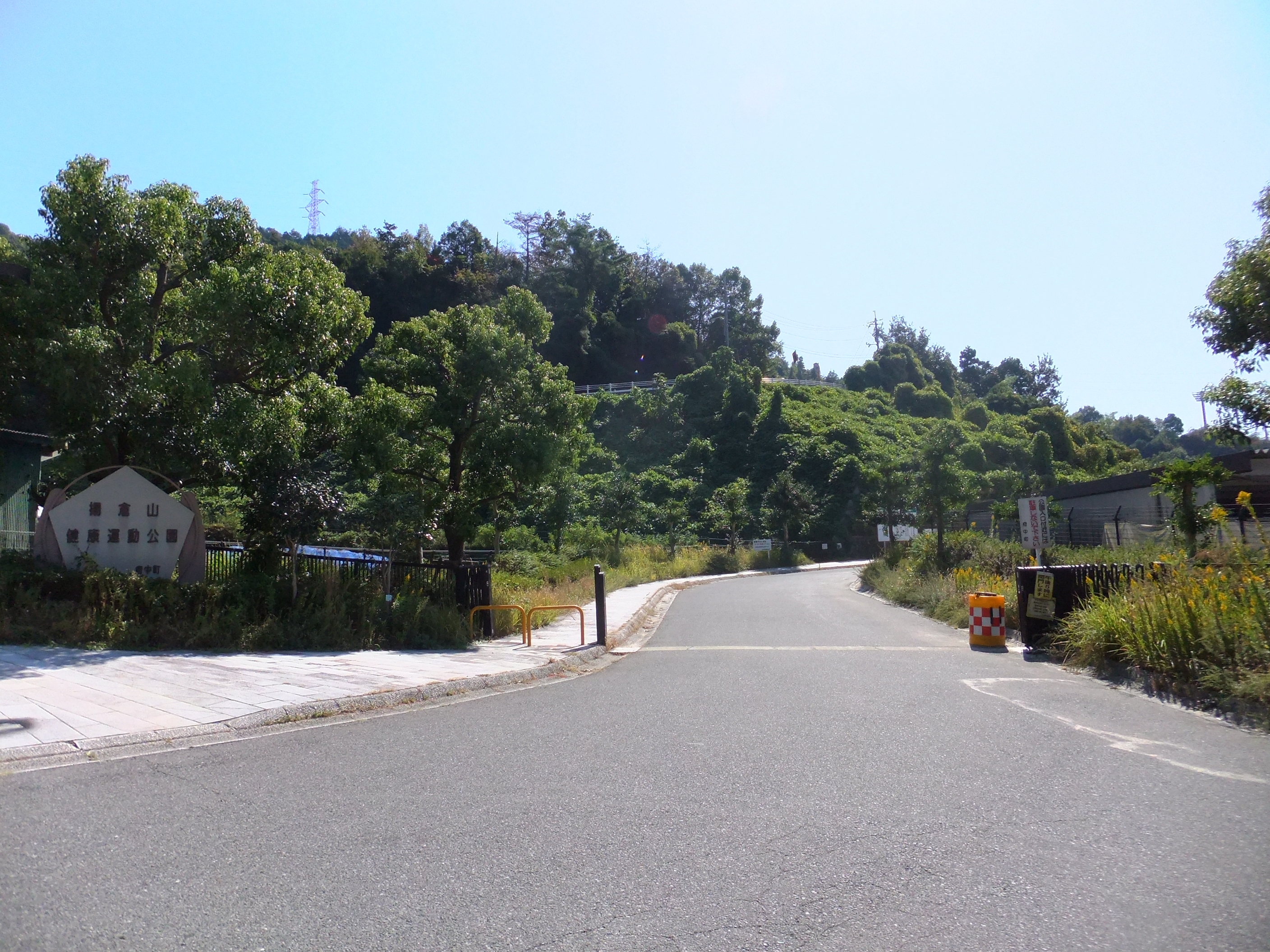
北エリア入口
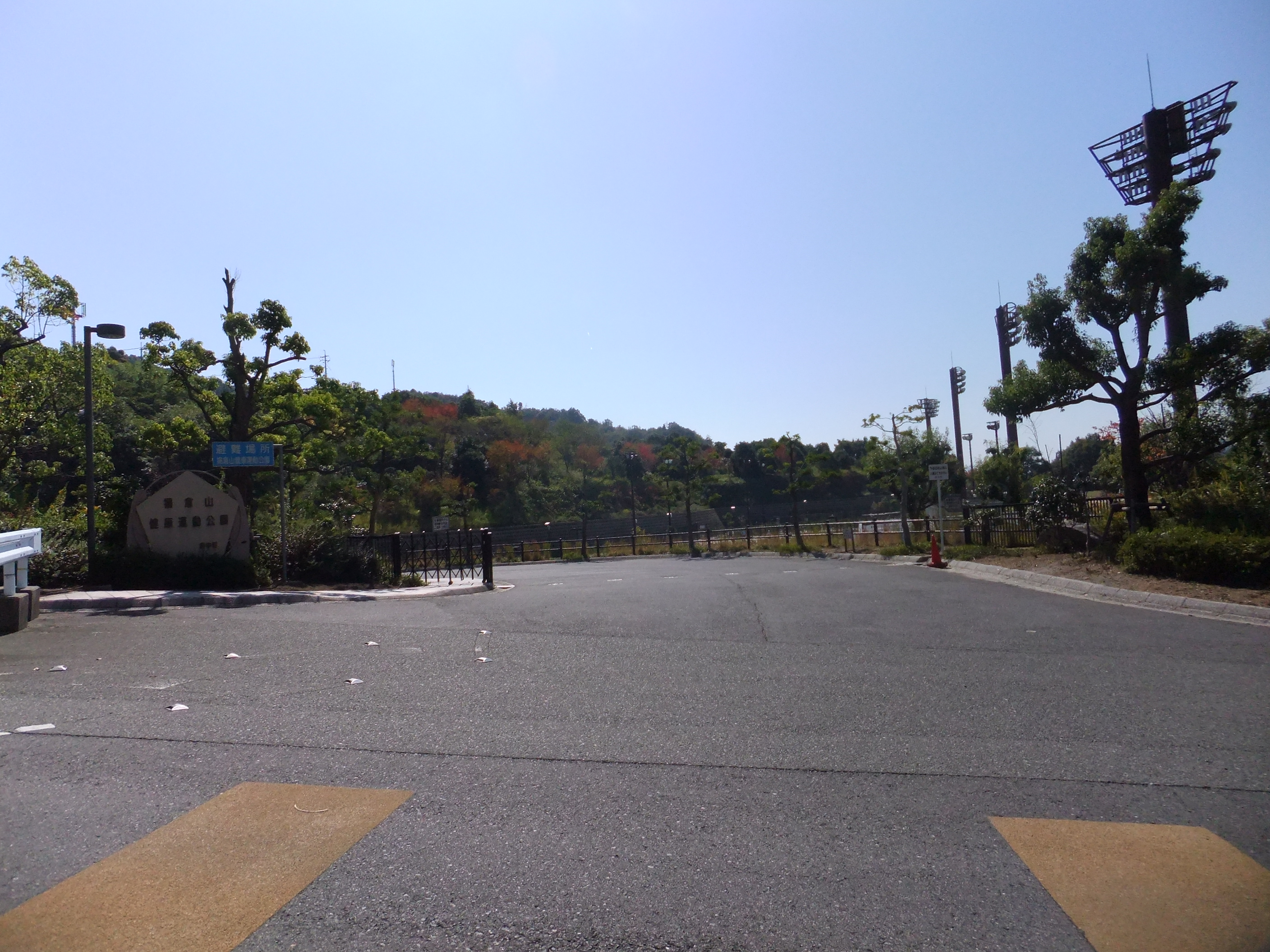
南エリア入口

## 交通
- 広電バス2号線、広島県庁発府中ニュータウン行乗車、「安芸府中高校前」バス停下車、徒歩約25分
- 広電バス2号線、広島県庁発府中ニュータウン行乗車、「府中ニュータウン」バス停下車、徒歩約5分